# Rätt hiertelig jagh längtar
Rätt hjärtelig jag längtar är en psalm om dödslängtan i tolv verser skriven av Christoph Knoll 1605 "Hertzlich thut mich verlangen" Den är en äldre översättning till svenska av okänd författare. Samma text är även översatt som nr 393 Jag längtar av allt hjärta av Jakob Arrhenius, 1694 i en senare översättning . 
"Rätt hjärtelig jag längtar" har i 1695 års psalmbok en egen melodi som inte förekommer annorstädes. Texten bygger på Psaltaren  psalm 25 . 
Inledningsorden i den ålderdomligare versionen av psalmen i 1695 är:                                          
Rätt hjertelig jagh längtar af alt hierta
Efter en salig änd
Emedan mig her skräcker
Sorg, qwahl och stort eländ

## Publicerad i
- 1695 års psalmbok som nr 394 under rubriken "Suckan i Dödzångest"